# Kidō Senshi Gundam F91: Formula Wars 0122
Pour les articles homonymes, voir F91.
Kidō Senshi Gundam F91: Formula Wars 0122 (機動戰士GUNDAM F91 Formula戰記0122) est un jeu vidéo du type shoot them up au tour par tour développé et édité par Bandai en 1991 sur Super Nintendo. C'est une adaptation en jeu vidéo de la série basée sur l'anime Mobile Suit Gundam et notamment de film d'animation Mobile Suit Gundam F91.